# Luba (volk)

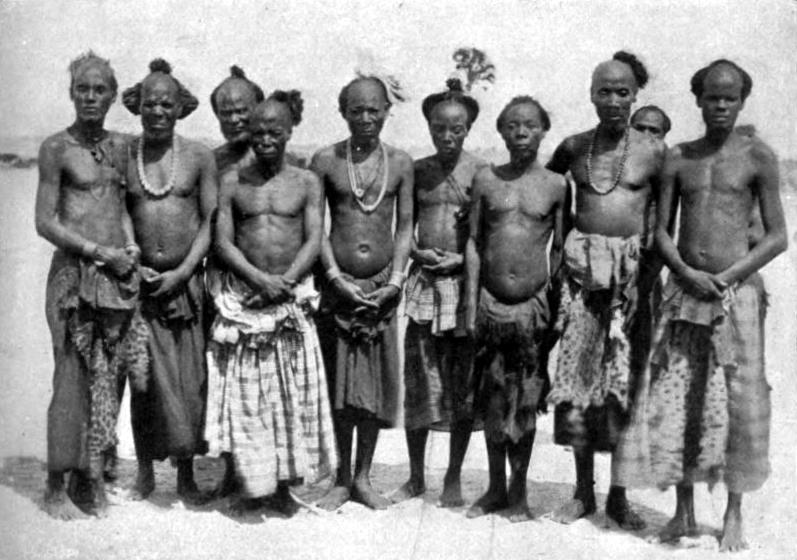
Stamleiders van de Luba (foto genomen vóór 1905)

De Luba of Baluba (Lubavolk) zijn een Bantoevolk uit Centraal-Afrika. Zij woonden hoofdzakelijk in de regio's Katanga en Kasaï in het zuidoosten van het land Congo-Kinshasa. De Luba spreken voornamelijk de taal Tshiluba (Lubataal) en zijn meestal christen. Er leven ongeveer tien miljoen Luba in heel Afrika. Onder andere waren de vorige Kongolese presidenten Laurent-Desire Kabila en Joseph Kabila Luba en ook de huidige Kongolese president Félix Tshisekedi hoort bij het volk van de Luba.
In 1885 stichtte Leopold II van België de Onafhankelijke Congostaat en in 1894 werden Kasaï en Katanga van de in 1891 vermoorde Msiri ondanks het massale verzet van de Luba bij de Congostaat gevoegd.
Muzikaal werden de Luba ook bekend door de naar hen genoemde Missa Luba die in Kamina samengesteld werd.